# Half a Sixpence
Half a Sixpence és una comèdia musical basada en la novel·la Kipps de H. G. Wells, de 1905, amb música i lletres de David Heneker i un llibret de Beverley Cross. Va ser escrit com a vehicle per a l'estrella del pop britànic Tommy Steele.

## Rerefons
L'espectacle es basa en la novel·la de H.G. Wells Kipps: The Story of a Simple Soul. Steele va interpretar a Arthur Kipps, un orfe que inesperadament hereta una fortuna, i puja a l'escala social abans de perdre-ho tot i adonar-se que no es pot comprar la felicitat.
David Heneker (que també havia treballat a Irma La Douce i Charlie Girl) va escriure la música i les lletres. La importància de Steele per a l'espectacle es va fer palesa amb la seva aparició en dotze de les quinze cançons del musical. Gran part d'aquest musical es va dissenyar com un vehicle estrella per als talents particulars de Steele, cosa que va ser especialment evident en el número musical "Money to Burn": quan Arthur Kipps s'adona que està a punt de fer-se ric, decideix que el primer que comprarà serà un banjo. Aquesta és la clau perquè algú lliuri a Tommy Steele un banjo perquè pugui demostrar la seva habilitat a l’instrument. Al material d'origen: la novel·la de Wells, una de les primeres coses que Arthur Kipps compra amb la seva nova riquesa és un banjo.

## Produccions

### Londres
Half a Sixpence es va produir per primera vegada al West End de Londres al Cambridge Theatre el 21 de març de 1963, amb Marti Webb, en el seu primer paper principal, interpretant a Ann. Anna Barry també va aparèixer com Helen. La producció va ser dirigida per John Dexter, amb coreografies d'Edmund Balin, i el decorat va ser dissenyat per Loudon Sainthill. Va durar 677 representacions.

### Broadway
L'espectacle es va estrenar a Broadwayel 1965, interpretant-se al Broadhurst Theatre per a 511 representacions, protagonitzada també per Steele. John Cleese feia un petit paper de Walsingham, el corredor de valors d'una respectable família que malversa la fortuna de Kipps. Cleese ha afirmat en diversos llocs que no pot cantar, i se li va demanar que cantés mim, sense so, durant els números en què apareixia. Half Sixpence va ser l'últim programa del West End que es va transferir amb èxit a Nova York abans de finals dels anys setanta i els musicals de principis dels anys vuitanta d'Andrew Lloyd Webber.

### Versió cinematogràfica
George Sidney va dirigir el 1967 una adaptació cinematogràfica, protagonitzada per Steele, juntament amb Julia Foster i Cyril Ritchard, coreografiada per Gillian Lynne. Lesley Judd, futura presentadora de la sèrie de televisió infantil de la BBC 'Blue Peter, va ser un dels cors de ball. La veu cantant de Foster va ser doblada per Marti Webb.
"I'm Not Talking To You", que havia estat exclosa de la partitura de Broadway, es va restablir posteriorment per a la pel·lícula. També es van escriure dues cançons noves: "Lady Botting's Boating Regatta Cup Racing Racing Song (The Race Is On)" i "This Is My World".

### Versió revisada del 2016
Una versió revisada de l'espectacle es va estrenar al Chichester Festival Theatre per rebre molt bones crítiques i ovacions el juliol de 2016, coproduïda per Cameron Mackintosh. Reunint els col·laboradors de Mary Poppins de Mackintosh, l'espectacle compta amb un nou llibret de Julian Fellowes i noves cançons de George Stiles i Anthony Drewe junt amb les revisions dels originals de Heneker. El repartiment incloïa Charlie Stemp com Arthur Kipps, Devon-Elise Johnson com Ann Pornick i Emma Williams com Helen Walsingham.
Després de l'èxit a Chichester, la producció es va transferir al Noël Coward Theatre del West End de Londres el 17 de novembre de 2016 amb previsualitzacions del 29 d'octubre de 2016. Inicialment es va reservar fins a l'11 de febrer de 2017. A causa de les ressenyes de cinc estrelles i l'aclamació del públic, l'espectacle es va allargar fins al 22 d'abril de 2017 Es va allargar, una vegada més, fins al 6 de maig de 2017. Es va estendre de nou fins al 2 de setembre de 2017, quan es va tancar.
Aquesta producció celebra el 50è aniversari del llargmetratge homònim i gairebé 55 anys de la producció original del West End el 1963.

## Sinopsi
El musical explica la història de les fortuna canviants d'Arthur Kipps, orfe i ajudant de draper a Shalford's Bazaar, a Folkestone, Kent, al començament del segle xx. Kipps és un noi de classe obrera senzill, que és el més feliç amb el seu banjo. No obstant això, quan inesperadament hereta una fortuna d'un avi allunyat, de sobte és impulsat a l'alta societat. Crida l'atenció d'Helen Walsingham i la seva família que agafa diners, que estan desesperats per restaurar la seva fortuna familiar. La seva estimada de la infància, Ann Pornick, es veu obligada a veure impotent com Helen intenta transformar Kipps en material perfecte per al marit. Ambdues dones joves, sens dubte, estimen Kipps a la seva manera, però en el moment que es decideixi a decidir quina vol, pot ser que sigui massa tard. Quan perd els seus diners (gràcies al comportament fraudulent del germà d'Helen, James), Kipps recorda les seves arrels i on el seu cor realment és feliç.

## Cançons
| Acte I - "All in The Cause of Economy" – Arthur Kipps, Sid Pornick, Buggins i Pearce - "Half a Sixpence" – Arthur Kipps i Ann Pornick - "Money to Burn" – Arthur Kipps, Laura i The Men - "A Proper Gentleman" – Arthur Kipps, Sid Pornick, Buggins, Pearce i Shopgirls - "She's Too Far Above Me" – Arthur Kipps - "If The Rain's Got to Fall" – Arthur Kipps, Pearce, Sid Pornick, Buggins, Shopgirls, Singers i Dancers - "The Old Military Canal" – Singers | Acte II - "A Proper Gentleman" (Reprise) – Arthur Kipps, Mrs. Walsingham, Helen Walsingham, Mrs. Botting, Young Walsingham i Party Guests - "The One That's Run Away" – Chitterlow & Kipps - "Long Ago" – Arthur Kipps i Ann Pornick - "Flash Bang Wallop" – Arthur Kipps, Ann Pornick, Chitterlow, Mr. Shalford, Pearce, Sid Pornick, Buggins, Shopgirls i Singers - "I Know What I Am" – Ann Pornick - "The Party's On the House" – Arthur Kipps, Pearce, Sid Pornick, Buggins, Shopgirls, Singers i Dancers - "Half a Sixpence" (Reprise) – Arthur Kipps i Ann Pornick - "All in the Cause of Economy" (Reprise) – Flo, Pearce, Sid Pornick i Buggins - "Finale" – Entire Companyia |

### Producció del West End del 2016
| Acte I - "Half a Sixpence" – Arthur Kipps i Ann Pornick - "Look Alive" – Companyia - "Money to Burn" – Arthur Kipps, Mr Shalford, Sid Pornick, Buggins, Pierce i Flo - "Believe in Yourself" – Arthur Kipps i Helen Walsingham - "She's Too Far Above Me" – Arthur Kipps - "Money to Burn" (Reprise) – Arthur Kipps i Ann Pornick - "A Proper Gentleman" – Arthur Kipps, Sid Pornick, Buggins, Pearce i Flo - "Half a Sixpence" (Reprise) – Arthur Kipps i Ann Pornick - "Long Ago" – Ann Pornick - "Back the Right Horse" – Chitterlow i Companyia - "Just a Few Little Things" – Helen Walsingham i Arthur Kipps - "A Little Touch of Happiness" – Ann Pornick i Flo - "If The Rain's Got to Fall" – Mrs Walsingham, Arthur Kipps, Foster, Helen Walsingham, Lady Punnet i Companyia | Acte II - "The One That's Run Away" – Chitterlow & Arthur Kipps - "Pick Out a Simple Tune" – Arthur Kipps i Ann Pornick - "You Never Get Anything Right / I Know Who I Am" – Arthur Kipps i Ann Pornick - "We'll Build a Palace / I Only Want a Little House" – Arthur Kipps, Helen Walsingham, Mrs Walsingham, James Walsingham - "In the Middle There's Me" – Arthur Kipps, Buggins, Sid Pornick i Pierce - "Long Ago" (Reprise) – Arthur Kipps i Ann Pornick - "Flash Bang Wallop" – Arthur Kipps, Ann Pornick, Mr. Shalford, Pearce, Sid Pornick, Buggins, Flo, Photographer i Companyia - "Flash Bang Wallop" (Reprise)- Chitterlow, Arthur Kipps, Ann Pornick, Mr. Shalford, Pearce, Sid Pornick, Buggins, Flo, Photographer i Companyia - "Finale" – Companyia |

## Premis i nominacions

### Producció de Broadway
| Any  | Premi      | Categoria                               | Nominat                                                   | Resultat |
| ---- | ---------- | --------------------------------------- | --------------------------------------------------------- | -------- |
| 1965 | Premi Tony | Millor musical                          | Millor musical                                            | Nominat  |
| 1965 | Premi Tony | Millor productor                        | Allen-Hodgdon, Stevens Productions Inc. i Harold Fielding | Nominat  |
| 1965 | Premi Tony | Millor actor protagonista de musical    | Tommy Steele                                              | Nominat  |
| 1965 | Premi Tony | Millor actor de repartiment de musical  | James Grout                                               | Nominat  |
| 1965 | Premi Tony | Millor actriu de repartiment de musical | Carrie Nye                                                | Nominat  |
| 1965 | Premi Tony | Millor autor                            | Beverley Cross                                            | Nominat  |
| 1965 | Premi Tony | Millor banda sonora                     | David Heneker                                             | Nominat  |
| 1965 | Premi Tony | Millor direcció de musical              | Gene Saks                                                 | Nominat  |
| 1965 | Premi Tony | Millor coreografia                      | Onna White                                                | Nominat  |

### Revival del West End 2016
| Any  | Premi                   | Categoria                                           | Nominat             | Resultat  |
| ---- | ----------------------- | --------------------------------------------------- | ------------------- | --------- |
| 2017 | Premis Whatsonstage.com | Millor musical nou                                  | Millor musical nou  | Nominat   |
| 2017 | Premis Whatsonstage.com | Millor Actor en un musical                          | Charlie Stemp       | Guanyador |
| 2017 | Premis Whatsonstage.com | Millor Actriu en un musical                         | Devon-Elise Johnson | Nominat   |
| 2017 | Premis Whatsonstage.com | Millor Actor de repartiment en un musical           | Ian Bartholomew     | Nominat   |
| 2017 | Premis Whatsonstage.com | Millor Actriu de repartiment en un musical          | Emma Williams       | Guanyador |
| 2017 | Premis Whatsonstage.com | Millor direcció                                     | Rachel Kavanaugh    | Nominat   |
| 2017 | Premis Whatsonstage.com | Millor coreografia                                  | Andrew Wright       | Guanyador |
| 2017 | Premis Whatsonstage.com | Millor disseny de vestuari                          | Paul Brown          | Nominat   |
| 2017 | Premis Laurence Olivier | Millor Actor de Musical                             | Charlie Stemp       | Nominat   |
| 2017 | Premis Laurence Olivier | Millor Actor en un Paper de Repartiment de Musical  | Ian Bartholomew     | Nominat   |
| 2017 | Premis Laurence Olivier | Millor Actriu en un Paper de Repartiment de Musical | Emma Williams       | Nominat   |

## Enregistraments
- Half a Sixpence: An Original Cast Recording - Decca SLK4521 (1963)[1]
- Half a Sixpence: The Original Broadway Cast Recording - RCA Victor LOC1110 (1965)[1]
- Half a Sixpence: The Original 1962 Demo Recordings - Stage Door STAGE9052 (2017)[1]
- "Half A Sixpence: Music From the Paramount Motion Picture" Count Basie Dot DLP 3834 (mono) & DLP 25834 (stereo), (9-10 de novembre de 1967, sessió de gravació a la qual va assistir Tommy Steele)

## Enllaços externks
- Synopsis, musical numbers
- Half a Sixpence at Noel Coward Theatre Arxivat 2016-11-23 a Wayback Machine.
- Half a Sixpence a YouTube